# Le Premier amour est toujours le dernier
Le Premier amour est toujours le dernier est un recueil de nouvelles de l’écrivain franco-marocain Tahar Ben Jelloun écrites entre 1973 et 1994, et publié en 1996. L’auteur aborde la complexité des rapports amoureux entre l’homme et la femme au Maroc et en France (Paris), empreints de romantisme, mais également de violences morales et physiques.

## Présentation
À travers vingt-et-une nouvelles, l’auteur aborde des thématiques assez larges, dont la société marocaine qui oscille entre tradition et modernité, les relations amoureuses, maritales et sexuelles entre l’homme et la femme ainsi que l’influence de la religion dans le couple. L'auteur livre la description suivante : « Ces nouvelles puissent distraire et informer le lecteur et surtout les lectrices à propos de la manière dont l'amour est vécu au Maroc et par extension dans le monde arabe. Cela étant je reste persuadé de l'universalité du sentiment amoureux. J´ai l'impression que ce sont les femmes (arabes) qui le privilégient davantage. »
Les personnages féminins sont représentés d’une manière ambivalente : la femme rusée et manipulatrice (« ruses de femmes »), la femme séduite puis condamné à la réclusion (« l’amour fou »), la femme dominatrice qui bouleverse des relations homme-femme imposées traditionnellement dans la société marocaine.
Des personnages centraux masculins sont aussi abordés, notamment à travers les nouvelles « L’homme qui n’aimaient pas les fêtes », ainsi que « l’Autre » qui décrit l’illusion de pouvoir changer de personnalité :
« Une voix intérieure lui répétait : Sache qu’on ne change jamais. Tout changement n’est qu’une apparence, une illusion faite pour calmer les gens fous de prétention ! L’être ne change jamais. L’être n’a qu’une seule solution : persévérer dans son être[réf. nécessaire]. »

## Éditions
- Tahar Ben Jelloun, Le premier amour est toujours le dernier, Le Seuil, 1996, 224 p.  (ISBN 9782020300308)